# Roope Latvala
Roope Latvala (født 25. juni 1970) er en finsk guitarist der spiller i bandene Children of Bodom og Sinergy. Han var også med til at starte bandet Stone som er meget bemærkelsesværdig i Finlands heavy metal-historie.

## Biografi
Roope blev født i Finland i hovedstaden Helsinki. I en alder af 15 stiftede han bandet Stone sammen med Janne Joutsenniemi. Bandet fokuserede mest på traditionel heavy metal men de skiftede hurtigt til en hurtigere og mere aggressiv musikstil. I 1991 blev bandet opløst med en diskografi på fire albums, et live album og et opsamlingsalbum. Han har været en stor inspiration på mange finske guitarister især Alexi Laiho (fra Children of Bodom)
Efter opløsningen af Stone udgav han et instrumentalalbum ved navn Latvala bros med hans bror. Derefter spillede han med bandet Dementia i cirka et år. I 1995 sluttede han sig til Waltari efter guitaristen Sami Yli-Sirniö forlod dem. De spillede sammen i 6 år hvorefter Roope besluttede sig til at forlade dem.   